# Nowa Praha
Nowa Praha (ukr. Нова Прага) – osiedle typu miejskiego na Ukrainie, w obwodzie kirowohradzkim, w rejonie aleksandryjskim, siedziba hromady. W 2022 liczyło 6200 mieszkańców

## Historia
Podczas okupacji hitlerowskiej, pod koniec 1941 roku Niemcy utworzyli getto dla żydowskich mieszkańców. Przebywało w nim około 200 osób. 9 czerwca 1942 roku Niemcy zlikwidowali getto, a Żydów przenieśli do obozu pracy, część zamordowano poza miastem. Po likwidacji obozu pracy, więźniów wymordowano. Sprawcami zbrodni byli łotewscy policjanci. 